# Locked Down
Locked Down je studiové album Dr. Johna, vydané v dubnu 2012 pod značkou Nonesuch Records. Jedná se o jeho první album, které vyšlo u tohoto vydavatelství. Album produkoval Dan Auerbach ze skupiny The Black Keys. Album bylo oceněno cenou Grammy v kategorii nejlepší bluesové album; Auerbach byl oceněn jako producent roku.

## Seznam skladeb
Autory všech skladeb jsou Dr. John, Daniel Auerbach, Maximilian Weissenfeldt, Leon Michels, Nick Movshon a Brian Olive.
| Pořadí         | Název                  | Délka |
| -------------- | ---------------------- | ----- |
| 1.             | Locked Down            | 4:59  |
| 2.             | Revolution             | 3:26  |
| 3.             | Big Shot               | 3:49  |
| 4.             | Ice Age                | 4:24  |
| 5.             | Getaway                | 4:35  |
| 6.             | Kingdom of Izzness     | 3:36  |
| 7.             | You Lie                | 4:45  |
| 8.             | Eleggua                | 2:51  |
| 9.             | My Children, My Angels | 5:09  |
| 10.            | God's So Good          | 4:58  |
| Celková délka: | Celková délka:         | 42:26 |

## Sestava
- Dr. John – klávesy, zpěv
- Dan Auerbach – kytara, perkuse, doprovodný zpěv
- Leon Michels – klávesy, perkuse, dřevěné nástroje, doprovodný zpěv
- Nick Movshon – baskytara, kontrabas, perkuse, doprovodný zpěv
- Brian Olive – kytara, perkuse, dřevěné nástroje, doprovodný zpěv
- Max Weissenfeldt – bicí, perkuse, doprovodný zpěv
- The McCrary Sisters
  - Alfred McCrary – doprovodný zpěv
  - Ann McCrary – doprovodný zpěv
  - Regina McCrary – doprovodný zpěv